# Christian Simon (Historiker)
Christian Simon (* 17. April 1951 in Basel) ist ein Schweizer Historiker.

## Leben
Simon begann nach den Schulen in Riehen und Basel im Sommersemester 1970 ein Chemiestudium an der Universität Basel, wechselte aber schon im folgenden Semester an die Philosophisch-Historische Fakultät, um Geschichte, Philosophie und Latein zu studieren. Das Lizentiatsexamen legte er 1977 in den Fächern Geschichte, Lateinische Philologie und Alte Geschichte ab. Zwei Jahre später erwarb er in Basel das Diplom für das Lehramt in der Oberstufe für Geschichte und Latein. Er promovierte 1980 mit Forschungen zur ländlichen Gesellschaft im 18. Jahrhundert. An der Universität Montpellier und an der École des Hautes Études en Sciences Sociales in Paris befasste er sich mit der Geschichte der Geschichtswissenschaft in deren Beziehung zum Nationalstaat. Seit 1986 erforscht er die Geschichte der Chemie, der Biologie, der chemisch-pharmazeutischen Industrie und der Umwelt. 1988 wurde er an der Universität Basel habilitiert und 1994 zum ausserordentlichen Professor für Allgemeine und Schweizer Geschichte ernannt. 2000/01 forschte er als Gordon Cain Fellow an der Chemical Heritage Foundation in Philadelphia. Er unterrichtete auch an den Universitäten Freiburg im Breisgau, Bern, Zürich und Genf.
Christian Simon war verheiratet mit der Historikerin Katharina Simon-Muscheid.

## Werke (Auswahl)
- mit Dorothee Huber und Willem B. Stern: Das Bernoullianum – Haus der Wissenschaften für Basel. Basel, 2011, ISBN 978-3-7965-2784-5.
- Natur-Geschichte. Das Naturhistorische Museum Basel im 19. und 20. Jahrhundert (= Beiträge zur Basler Geschichte). Christoph Merian Verlag, Basel 2009, ISBN 978-3-85616-409-6.
- DDT. Kulturgeschichte einer chemischen Verbindung. Christoph Merian Verlag, Basel 1999, ISBN 3-85616-114-7.
- mit Thomas Busset und Andrea Rosenbusch: Chemie in der Schweiz. Geschichte der Forschung und der Industrie. Christoph Merian Verlag, Basel 1997, ISBN 3-85616-086-8.
- Historiographie. Eine Einführung (= UTB. 1901). Ulmer, Stuttgart 1996, ISBN 3-8252-1901-1.
- als Hrsg.: Basler Frieden 1795: Revolution und Krieg in Europa. Christoph Merian Verlag, Basel 1995, ISBN 3-85616-065-5.
- Staat und Geschichtswissenschaft in Deutschland und Frankreich, 1871–1914: Situation und Werk von Geschichtsprofessoren an den Universitäten Berlin, München, Paris. Peter Lang, Bern 1988, ISBN 3-261-03797-0 (Habilitationsschrift, Universität Basel).
- «Wollt ihr euch der Sklaverei kein Ende machen?» Der Streik der Basler Indiennearbeiter im Jahre 1794. Simon, Allschwil 1983.
- Untertanenverhalten und obrigkeitliche Moralpolitik: Studien zum Verhältnis zwischen Stadt und Land im ausgehenden 18. Jahrhundert am Beispiel Basels (= Basler Beiträge zur Geschichtswissenschaft. Band 145). Helbing und Lichtenhahn, Basel/Frankfurt am Main 1981, ISBN 3-7190-0799-5 (Dissertation, Universität Basel, 1980).
- Quantitative Untersuchungen zu Basler Ehegerichtsprotokollen des 18. Jahrhunderts. Basel 1974 (Lizenziatsarbeit, Universität Basel, 1974).